# Amiga

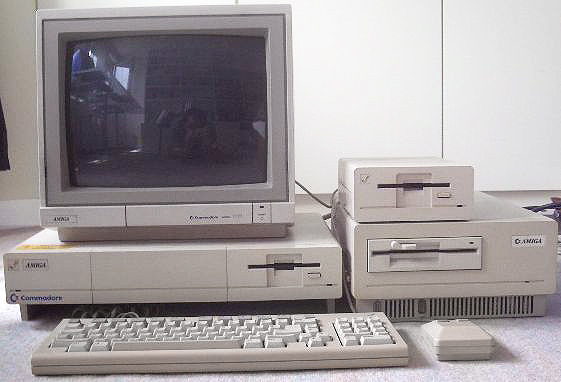
Az eredeti Commodore Amiga 1000 (1985)
néhány perifériával

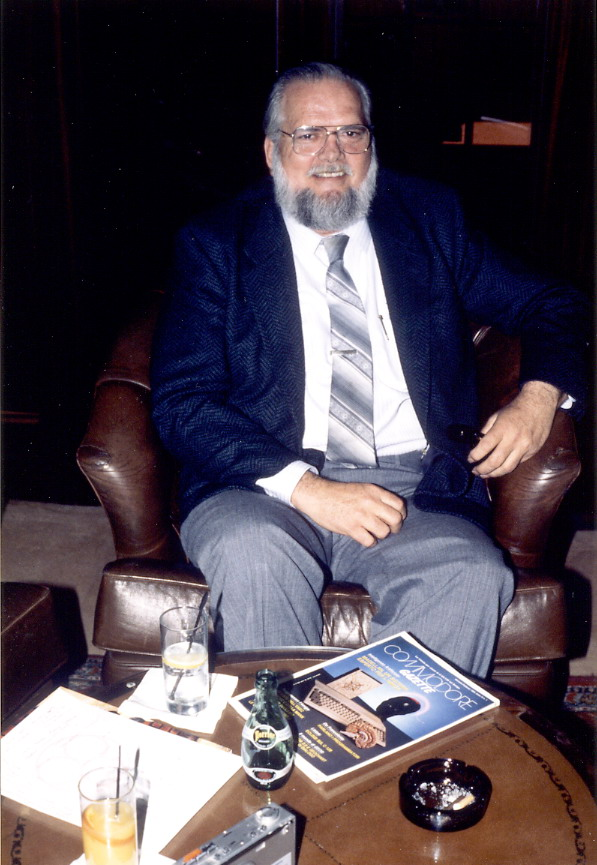
Jay Glenn Miner 1990-ben az Amiga fejlesztők konferenciáján
(Franciaország, Párizs 1990. Február 9.)

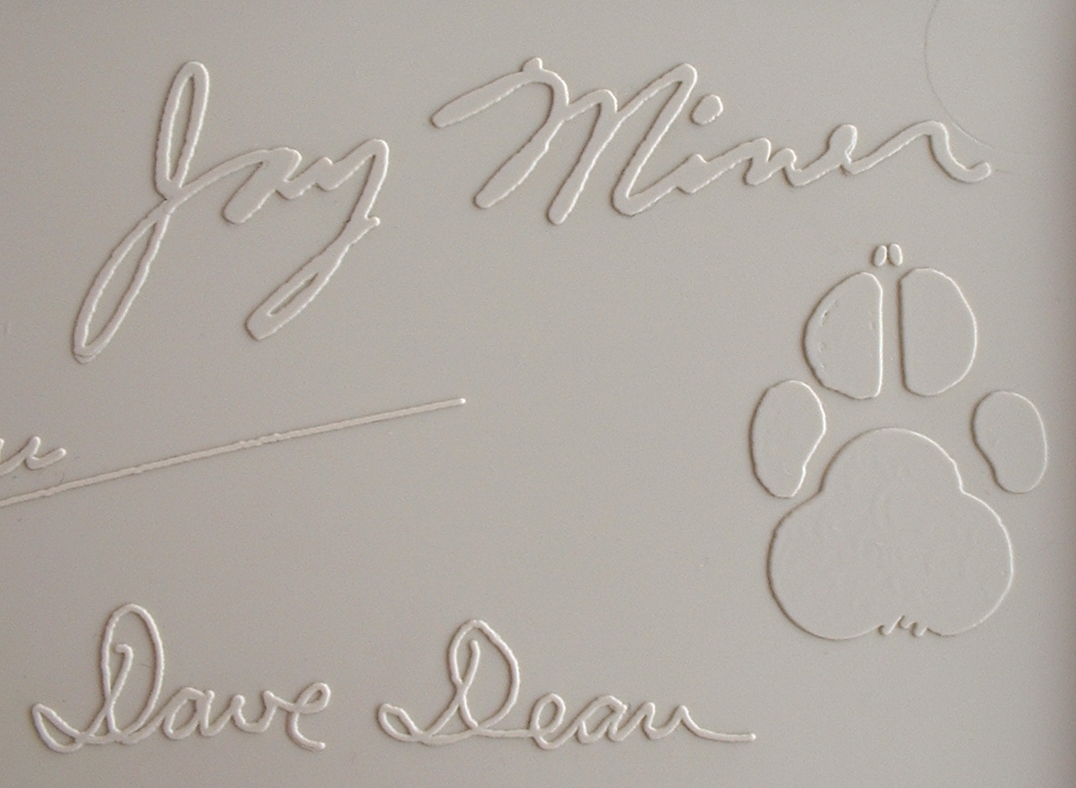
Jay Glenn Miner aláírása, egy Commodore Amiga 1000 felső burkolatáról, valamint Mitch nevű kutyájának tappancslenyomata

Az Amiga (jelentése spanyolul „barátnő”, arra utalva, hogy fejlesztője egy barátságos számítógépet akart létrehozni) az otthoni számítógépek/személyi számítógépek családjába tartozik. Modelljei a 16 bites és 32 bites számítógépek úttörői voltak, 256 KB vagy még ennél is nagyobb mennyiségű RAM-ja, egéralapú grafikus felhasználói felülete, valamint újszerűnek ható grafikája és hangzása nagy előrelépés mutatott a 8 bites számítógépek után. Fő riválisai a vele szinte egy időben megjelenő Atari ST, az Apple Macintosh és Apple IIGS voltak. A Motorola 68000-es mikroprocesszorra épülő Amiga egyedi volt abban, hogy saját grafikus és hangeszközeit különféle újításokkal tette jobbá: ilyen a sprite-alapú grafika, a blitterek (koprocesszorok), és egy kezdetleges, preemptív módon több feladatot futtatni képes (multitasking) operációs rendszer, az AmigaOS révén.
1985 júliusában jelent meg az Amiga 1000, de különféle gyártási problémák miatt csak 1986 elején kezdhették meg széles körben a forgalmazását. A legjobban fogyó modell, az Amiga 500 1987-ben mutatkozott be (a bővíthető, professzionális munkára alkalmas Amiga 2000-rel együtt), és a gép a nyolcvanas évek végén és a kilencvenes évek elején az otthoni számítógépek között az egyik legnépszerűbb volt, kb. 4-6 millió eladott példánnyal. 1990-ben mutatkozott be az Amiga 3000, majd 1992-ben az Amiga 500+ és az Amiga 600, és ugyanennek az évnek a végén az Amiga 1200 és az Amiga 4000. A platform gyorsan népszerű lett a játékosok, a demóprogramozók, és a videoszerkesztők körében. A képessége, hogy több hangmintát is le tudott játszani egy időben, a zeneszerkesztés terén is komoly platformmá tette. A viszonylag erős processzor és sok memória révén a 3D renderelés is lehetségessé vált.
Noha a kezdeti reklámok alapvetően egy üzleti felhasználási célú gépként mutatták be, az Amiga igazán otthoni számítógépként lett sikeres. A rossz marketing és az újabb modellek esetében a technológiai újítások elmaradása miatt a számítógép gyorsan vesztett a népszerűségéből, különösen a negyedik generációs konzolok összecsapása idején. A kegyelemdöfést az IBM PC architektúra fejlődése adta meg, amely 1987-ben képessé vált 256 színű VGA-megjelenítésre. A Commodore végül 1994-ben szűnt meg, miután a konzolként kiadott Amiga, az Amiga CD32 üzleti szempontból bukás lett.
A Commodore megszűnése után sem maradt magára a gép, számos közösség tartja életben az Amigát mind hardveres, mind szoftveres szempontból.

## Története

### Alapkoncepció és a korai évek
Jay Miner az 1970-es években csatlakozott az Atarihoz, akiknek integrált áramköröket tervezett, s így közreműködött az Atari 2600 fejlesztésében is. Szinte azonnal, ahogy ezzel elkészültek, a fejlesztés új irányokat vett: elkezdték a CTIA (színes televízió interfész adapter), az ANTIC (alfanumerikus televíziós interfész kontroller) és a POKEY (potenciométeres billentyűzet integrált áramkör) kifejlesztését, melyek megalapozták az Atari 8 bites termékcsaládjának sikerét.
Mikor 1979-ben elindult az új termékcsalád, a csapat a következő generációs chipset megtervezésének fogott hozzá. De Nolan Bushnell eladta a céget 1978-ban a Warner Communications-nek, az új menedzsment pedig inkább a régi modellek forgalmazásában volt érdekelt, semmint a kockázatos és költséges fejlesztésben. Miner az akkoriban megjelent Motorola 68000 processzorral szeretett volna dolgozni, a menedzsment viszont a jól bevált 6502-est támogatta. Ezért Miner elhagyta a céget, és egy rövid időre az iparágat is.
1979-ben Larry Kaplan otthagyta az Atarit és megalapította az Activision-t. 1982-ben számos befektető felkereste őt, akik egy új platformot szerettek volna kifejleszteni. Egy új céget alapítottak, "Hi-Toro" néven, Kaplan pedig felfogadta Minert, hogy legyen a cég hardveres ágának vezetője. Az újonnan tervezett gép kódneve "Lorraine" volt, ugyanis Miner az összes gép-kódnevet női nevek alapján választotta, ez esetben a cégelnök felesége, Lorraine Morse után. Kaplan kiszállt 1982-ben, Miner lett a főtervező, a céget pedig átkeresztelték Amiga Corporation névre.
1983 végére el is készült egy szerelőlap-prototípus, amit bemutattak az 1984 januári Consumers Electronics Show-n (CES). Az operációs rendszer ekkor még nem volt kész, így a gép képességeit egy pattogó labdát (Boing ball) ábrázoló demóval prezentálták. Júniusban a gép egy továbbfejlesztett változata debütált a nyári CES-en. A fejlesztők abban reménykedtek, hogy egy befektető meglátja bennük a potenciált és pénzt áldoz a fejlesztésre, de sajnos az 1983-as nagy videojátékpiac-összeomlás után senki nem áldozott pénzt szívesen erre a területre. Márciusban az Atari részéről jött először érdeklődés: ők vagy leendő konzoljuk, vagy az 1850XLD néven ismert gépük összeállításához használták volna fel a technológiát. A tárgyalások azonban elakadtak. Az Amigának júniusra elfogyott a pénze, az Atari ekkor félmillió dolláros kölcsönnel segítette ki őket. Ennek azonban nagy ára volt: ha nem fizetik vissza a hónap végéig, a Lorraine projekt az Atarira száll.

### A Commodore érkezése
1983-ban az Atari hetente 1 millió dolláros veszteséget könyvelhetett el, a videojátékpiac összeomlása és a rivális gyártókkal való árverseny miatt. Éppen ezért az év végén a Warner úgy döntött, eladja a céget. Ekkor lépett a színre Jack Tramiel, aki a Commodore-tól nemrég távozott belső harcok és a cég jövőjét illető elképzelések terén való egyet nem értés miatt. Néhány vele tartó dolgozóval megalapította a Tramel Technology-t, és elkezdtek fejleszteni egy saját gépet, amely a Motorola 68000 alapjain működött. Júniusban Tramiel felvásárolta az Atarit, amely így Atari Corporation néven működött tovább.
Mivel a Commodore-tól számos mérnök távozott az Atarihoz, annak nem maradt elég embere ahhoz, hogy új gépeket fejlesszenek. Ezért aztán megkeresték az Amigát, hogy támogatnák őket a technológiáért cserébe. Gyorsan létrejött a megállapodás és visszafizették a kölcsönt az Atarinak is. Az eredetileg 4 millió dollárról szóló kivásárlási ajánlat helyett a Commodore 24 millió dollárt ajánlott az Amiga részvényeiért.
1984 végére a prototípus elkészült és sorozatgyártásra készen állt. Operációs rendszere azonban még mindig nem volt, ezért megállapodtak a MetaComCo-val, hogy az ő meglévő operációs rendszerüket (TRIPOS) adaptálnák. A TRIPOS egy több feladatot párhuzamosan futtatni képes (multitasking) rendszer volt,  BCPL-ben programozva, az 1970-es években olyan miniszámítógépekhez tervezve, mint a PDP-11, de létezett egy kísérleti változata kimondottan Motorola 68000-hez. Ezt a korai változatot portolták, ekkor AmigaDOS és Workbench néven. A BCPL kódrészeket később újraírták C-ben, az így elkészült rendszer pedig az AmigaOS nevet kapta.
A gép fektetett számítógépházba került, melyet később lábakra állítottak, hogy a billentyűzetet alatta lehessen tárolni.
Az első gép 1985-ben érkezett, egyszerűen "Amiga from Commodore" néven, amit később Amiga 1000 névvel illettek. Elvileg augusztustól már árusították volna, de októberig még csak 50 darab lett kész, és azt is mind a Commodore használta. Nagyobb mennyiségben november közepén kezdték el forgalmazni, amivel a gép éppen lecsúszta a nagy karácsonyi rohamot. Az év végéig 35000 gépet adtak el, és a szorító pénzhiány miatt a cégnek ki kellett hagynia az 1986 téli CES-t. A rossz vagy éppen hiányos marketing, a teljes fejlesztőcsapat keleti partra költöztetése, komoly megbízhatósági problémák és egyéb apróságok okozták azt, hogy 1986 elején havonta 10-15 ezer gépet tudtak csak eladni.

### A siker kapujában
1986 februárjában Thomas Rattigan lett a Commodore igazgatója, aki nagy terveket dédelgetett a céggel kapcsolatosan. Először is befejezték az akkor már erősen elavult Commodore PET és VIC-20 gyártását, valamint a Commodore 64 különféle változatainak a forgalmazását, és a Commodore 900 projektet is befejezték. Ekkor döntötték el azt is, hogy az Amigát is kettéválasztják: a drágább darabokat a professzionális, üzleti célú felhasználásra szánják, míg az olcsóbbakat otthoni felhasználóknak. Az új terv szerinti gépek 1987-ben jelentek meg, az Amiga 2000 volt a drágább, az Amiga 500 pedig az olcsóbb. Utóbbi már "kenyérdoboz"-szerű kialakítást kapott, és a gépcsalád legnépszerűbb tagja lett az idők során.
Az évek során az Amiga továbbra is kétféle változatban jelent meg, így készült el később az Amiga 3000/Amiga 500 Plus/Amiga 600 trió, majd az Amiga 4000/Amiga 1200. Ezekbe már hardveres újdonságok kerültek, mint az Amiga Enhanced Chip Set, illetve az Amiga Advanced Graphics Architecture (AGA), amely még a korábbiakhoz képest is szebb grafikai megjelenítést kölcsönzött.
A gépeket kb. 5 millió példányban értékesíthették az évek során. Leginkább Nagy-Britanniában és Németországban volt népszerű, az eladások 60 százaléka ebben a két országban történt, de más közép-európai országokban is százezres nagyságrendben forgalmazták. Magyarországon is kifejezetten kedvelt gép volt a 80-as évek végén és a 90-es évek elején. Érdekes módon az Egyesült Államokban sosem volt túl népszerű, legfeljebb 700 ezer példányt adtak el itt, és itt is főként a Commodore márka hívei valamint a videoszerkesztés miatt a gépet előszeretettel vásárló felhasználók vették.

### A vég
A sikerek és a nyereségessé vált Amiga dicsőségének tetőpontján Thomas Rattigant leváltották a Commodore éléről, főként a fő részvénytulajdonos Irving Gould hatására. Ekkor kezdődött az Amiga hanyatlása, ugyanis a fejlesztések innentől kezdve már nem tudták tartani a lépést a konkurencia villámgyors fejlődésével.
1991-ben a cég piacra dobta a Commodore CDTV gépet, válaszul a Philips CD-i rendszerére, amely tulajdonképpen egy Amiga 500-as volt, de "konzolosítva": az interaktív felhasználói környezet miatt billentyűzet nélkül, kontrollerrel, és a floppy-meghajtó helyett CD-olvasóval. Mivel a CDTV ehhez képest drágább is volt, igen kevés embert érdekelt, azonkívül az interaktív CD-ROM alapú technológia sem bizonyult olyan forradalminak, mint azt várták, ezért a gép egyértelműen bukás lett.
Az 1992-ben kiadott Amiga 500 Plus kompatibilitási problémákkal került piacra, néhány régebbi program nem működött rajta, így gyorsan kivonták a forgalomból. Helyette annak átalakításával kiadtak egy olcsó modellt, Amiga 600 néven, az 500-as továbbfejlesztéseként pedig bejelentették az 1200-ast és két új gépet. Az Osborne-hatás néven ismert jelenség azonnal bekövetkezett: a piacok nem akarták a már meglévő termékeket megvenni, hanem arra vártak, mikor jelenik meg az új. A Commodore veszteségei megnőttek és égető szükség volt egy új modell mielőbbi megjelenésére. 1992 októberében aztán megjelent az Amiga 1200 és az Amiga 4000, de a cég komoly bajban volt. A csökkenő eladások miatt egyre kevesebb szoftvert gyártottak a gépekre. Utolsó nagyobb próbálkozásként készítettek egy konzolt, Amiga CD32 néven, amely az egyik első CD-alapú konzol volt és a világ első 32 bites játékkonzolja, az 1200-as alapjain. A legutolsó gép, amit a Commodore gyártott, az Amiga 4000T volt, egy nagyméretű toronyházba épített gép.
1994. április 29-én a Commodore csődöt jelentett. A Commodore UK ugyanakkor még hosszú hónapokig talpon maradt és a többi - rosszabb helyzetben lévő - Commodore-leányvállalattól felvásárolt készleteket folyamatosan értékesítették, a brit leányvállalat vezetője, David John Pleasance pedig pénzügyi források felkutatásával és a továbbműködést célzó üzleti ajánlat tételével igyekezett megmenteni, amit lehet. A Commodore UK képviseletében tett ajánlatuk végül alulmaradt, a cégcsoport megmaradt eszközeit pedig egy német PC-gyártó, az Escom vásárolta fel. A nyertes létrehozta az Amiga Technologies-t és újra kiadták az Amiga 1200-ast és az Amiga 4000T-t, valamint Motorola 68060 alapokon egy új 4000T-t is. Amiga Walker néven egy különös prototípust is fejlesztettek, amely az 1200-as utódja lett volna, de az Escom is csődöt jelentett 1997-ben.
Ezután az amerikai Gateway 2000 vette meg a névjogokat, nagy terveket szövögetve. 2000-ben aztán ők is megváltak tőle anélkül, hogy bármit csináltak volna. A jelenlegi tulajdonos az Amiga Inc., különféle cégeknek licenszeli az Amiga, illetve az AmigaOne hardverének forgalmazását.

## Hardver
Az Amiga "lelke" egy egyedileg tervezett chipset több koprocesszorral, amelyek a CPU-tól független memória-hozzáféréssel rendelkeznek és egyes részfeladatokat látnak el. Ez némiképp felszabadítja a processzort, amelynek javul a teljesítménye, s így végső soron a gép gyorsabb lehetett vetélytársainál, főként ami a képi megjelenítést illeti.
Az Amiga architektúra két elkülönült buszrendszert használ, a chipset buszt és a CPU buszt. A chipset busz teszi lehetővé, hogy a koprocesszorok és a CPU megcímezhessék az Amiga Chip RAM-ot. A CPU busz a további alrendszerekhez biztosít hozzáférést, mint a hagyományos RAM, a ROM, és a Zorro II, illetve Zorro III névre keresztelt bővítősínek. Az architektúra lehetővé teszi az alrendszerek egymástól független működését, bővítőkártyákkal pedig további buszok használata is lehetséges.

### Processzor
A gép lelke a Motorola 68000 típusú processzor. Noha alapvetően 32 bites architektúrájú, a legtöbb Amiga modellben tisztán 16 bites, vagy 16/32 bites vegyes módon működik azért, mert maga az aritmetikai-logikai egység is 16 bites. Kifelé 16 bites adatbuszt használ, vagyis a 32 bites információ egy multiplexelés néven ismert eljárás során két egymást követő lépésben kerül átvitelre. A processzor 16 MB RAM-ot tud legfeljebb megcímezni. A későbbi modellek gyorsabbak és 32 bitesek.
A gépekben a processzor cserélhető vagy bővítőkártyával kiváltható. Az ilyen bővítőkártyákon gyakran gyorsabb vagy nagyobb kapacitású memória-interfészek és merevlemez-kontrollerek találhatóak.
Az Amiga történetének vége felé felmerült annak a lehetősége, hogy a 68000-es processzorcsaládot hagyja el a cég és váltson az akkor egyre népszerűbb PA-RISC architektúrájú processzorok valamelyikére. Erre hivatalosan sosem került sor a cég csődje miatt, egyes gyártók azonban készítettek a 68000-es család és PowerPC processzorok kombinációjával bővítéseket, külön ehhez fejlesztett PowerPC mikrokernellel és szoftverrel. A későbbi Amiga klónok már kizárólag PowerPC processzorral szereltek.

### Chipset
Mindhárom generációja során ez képezte az Amiga tervezésének az alapját, nagyfokú visszamenőleges kompatibilitást biztosítva ezzel. Az Original Chip Set (OCS) névre hallgató első változat még az A1000-essel jelent meg 1985-ben, amelyet az Enhanced Chip Set követett 1990-ben, majd végül a részben 32 bites Advanced Graphics Architecture (AGA). Minden chipset különféle koprocesszorokkal rendelkezik, amely például a grafikus megjelenítésért, a hangzásért, a közvetlen memória-címzésért és a különféle perifériák közti kommunikációért felelősek. Egyes modellekhez kiegészítő chipek is jártak, amelyek például SCSI-vezérlést illetve a képi megjelenítés de-interlace-ért voltak felelősek.

#### Grafika
Valamennyi Amiga rendszer kétféle módon tud megjeleníteni egy képet: 2, 4, 8, 16, 32, és 64 színben (EHB Mode) vagy 4096 színben (HAM mód). Az AGA chipsettel szerelt példányok (az 1200-as és a 4000-es) emellé 28 és 256 színű, valamint HAM8 módot, amely már 16 millió szín megjelenítésére is képes volt. A gép képes a saját képfrissítését a bejövő PAL illetve az NTSC videojeléhez igazítani, ami azt jelenti, hogy megfelelő átlátszósági beállításokkal a gép képes külső forrásból érkező képre grafikát vetíteni. Ez a képessége tette népszerűvé az Amigát a grafikusok körében, ugyanis komputergrafikát és CGI-t sokkal olcsóbban lehetett vele készíteni, mint más gépekkel. Főként esküvői videósok, időjárás-jelentések, reklámcsatornák, videoklipek használták ki, és ebben nagy segítségükre volt a NewTek "Video Toaster" programja.

#### Hang
A Paula névre hallgató hangchip négycsatornás 8 bites PCM-hangot támogat (kettőt a bal, kettőt a jobb oldali hangszórón). Különféle programokkal, mint az OctaMed, ez virtuálisan kibővíthető nyolcra vagy még többre, illetve ugyanez a program képes két csatornát keverve egyetlen 14 bites csatornát létrehozni. Az analóg kimenet egy low-pass filterre van kötve, melynek működését az Amiga működését jelző LED jelzi vissza: ha a szűrő inaktív, a fény elhalványul vagy régebbi Amigákon kikapcsol. Az Amiga 1000-esen a LED semmilyen módon nem kapcsolódik a filterhez, és a gépen belüli manuális kábeles átkötéssel ki is kapcsolható. A chipnek közvetlen memória-hozzáférése van, azaz a processzornak nem kell műveletet végrehajtania hanglejátszáskor.
A hangminőség, illetve az a tény, hogy a hangchip szoftverből könnyedén elérhető és szabványos, mind olyan dolgok, amelyekre a PC-k csak hosszú évekkel később voltak képesek. Lehetett kapni olyan hangkártyákat is, amelyek digitális jelfeldolgozásra képesek, több sávban tudnak rögzíteni hangot, és a csatornák számát is kibővítik, egészen 16 bitig.

### Kickstart firmware
A Kickstart a rendszer firmware-je, amely az operációs rendszer betöltéséért felelős. Feladata a hardver és az AmigaOS elemeinek inicializálása majd a rendszer betöltésének megkezdése floppy-lemezről vagy merevlemezről. Az Amiga 1000 kivételével (ahol a WOM tartalmazza) a Kickstart a számítógépbe épített ROM chip része.

### Billentyűzet és egér
Az Amiga billentyűzete hasonlít a 80-as évek IBM PC-inek billentyűzetéhez. Tíz funkcióbillentyű, numerikus billentyűzet és négy nyílbillentyű jellemzik. A Caps Lock és a Ctrl gombok egymás mellett voltak az A billentyű mellett. Home, End, PgUp és PgDown gombok egyáltalán nincsenek, funkcióikat a SHIFT+nyílbillentyű vette át. Egy külön Help gomb is volt, amely más gépeken az F1 szokott lenni. Két Amiga logós gomb, az "Open Amiga" és a "Closed Amiga"  is szerepeltek, az elsővel az operációs rendszer működését, a jobb oldalival a futó alkalmazás tulajdonságait lehetett változtatni. NumLock gomb nincs, cserébe több matematikai jel került fel. A billentyűzethez kétgombos egér csatlakoztatható.

### Egyéb perifériák
Az Amiga egyike volt azoknak a számítógépeknek, amelyek az elsők közt kínáltak olcsón hang- és videoszerkesztési lehetőségeket. Ennek megfelelően a zenészek és a videósok kedvelt eszközévé vált. A hardver képességeinek javítása érdekében mindazonáltal számos bővítmény megjelent: memóriabővítők, SCSI-kontrollerek, processzorbővítők, és grafikus kártyák, hangkártyák, hálózati kártyák, videodigitalizáló eszközök, extra soros port és IDE-vezérlők. Már a Commodore megszűnése után USB-bővítőket is készítettek. A legnépszerűbb bővítmények a processzor teljesítményén javítottak, SCSI-eszközök (CD-ROM meghajtó, merevlemez, floppy-meghajtó stb.) csatolását tették lehetővé, illetve a memóriát bővítették, gyakran mindezt egy kártyán.
A korai processzorbővítők a Motorola 68000 család tisztán 32 bites tagjait tették elérhetővé, ezekhez pedig SCSI-bővítőt is mellékeltek legtöbbször. Úgynevezett PowerUp bővítőkön két processzor is megtalálható volt: az egyik a már említett 32 bites Motorola processzor, a másik pedig egy PowerPC 603-as vagy 604-es. Utóbbi általában koprocesszorként működött akkor, ha nehéz számítási feladatokat kellett megoldani.
24 bites színmegjelenítésre alkalmas videokártyákat is forgalmaztak. Ezeket elsősorban kétdimenziós kép megjelenítésére használták, irodai, munkaállomási közegben, és természetesen játékokhoz. Ezekhez kapcsolódóan a már említett Video Toaster programot használták, amellyel számos, a korabeli szinten lenyűgöző munkát lehetett alkotni (ilyen volt a Babylon 5 című TV-sorozat első évadának űrhajója, amit teljes egészében Amigával készítettek.) A program csak NTSC-szabványú készülékekkel volt kompatibilis, így a PAL-területen egy másik, hasonló szoftver, az OpalVision lett népszerű.
Az Amiga 1200, 3000 és 4000 egy külön kiegészítővel PCI-foglalatokkal is bővíthető volt, így SoundBlaster hangkártya, hálózati kártya, sőt 3D videokártya is csatlakoztatható volt. A toronyház kialakítású kései Amigák akár egészen a kilencvenes évek végéig jó szolgálatot tehettek ezeknek köszönhetően. Egyes gyártók még az x86 rendszerek emulálására képes kártyákat is gyártottak.
A számítógépen egér/játék port, RS-232 szabványú soros port, párhuzamos port, illetve floppy meghajtó port is található.

## Operációs rendszer
Az AmigaOS egy egyfelhasználós, több feladat egyidejű elvégzésére képes (multitasking) rendszer. Ez preemptív módon működött, tehát ha egy program meg is szakította az éppen futó másik programot, az annak a lefutása után zavartalanul folytatódott. Először 1985-ben mutatkozott be az Amiga 1000-esen, fejlesztője a Commodore. Az első változatok a Motorola 68000 processzorral, a 4-es változattól kezdődően már csak PowerPC-processzorral kompatibilis. Megjelenésekor mind grafikailag, mind funkciók tekintetében évekkel megelőzte a konkurenciát. Egyszerre használt parancssoros és grafikus felhasználói felületet, előbbiért az AmigaDOS, utóbbiért a Workbench felelt (az Intuition névre hallgató ablakrendszerrel). Hosszú, akár 107 karakterből álló fájlneveket is lehetett vele használni, és kiterjesztést sem volt szükséges megadni.
A rendszerben nincs memóriavédelem, mert a processzorból hiányzik a memóriakezelő egység. Bár ez alapvetően gyorsította a rendszert, az AmigaOS ettől érzékenyebb lett az összeomlásokra a hibásan működő programok miatt. Biztonsági szempontból is nagy kockázat volt, hiszen valamennyi program rendszerszintű hozzáférést kapott mindenhez. Az AmigaOS 4-be már éppen ezért bekerült a védelem.
A hibásan működő programok egyik oka az volt, hogy a Commodore nemcsak az operációs rendszerre, hanem a hardverre vonatkozóan is teljes körű dokumentációt biztosított a programozók részére. Ugyan épp ez tette lehetővé, hogy jobbnál jobb programok készüljenek, mégis, aki megfelelő tapasztalat vagy hozzáértés nélkül programozott ezen a szinten, az gyakran okozott a programjával rendszer-instabilitást. Éppen ezért a Commodore az AGA chipset megjelenésével kizárólag a szoftverre korlátozta a dokumentációt.
Az AmigaOS számtalan későbbi operációs rendszernek nyújtott inspirációt. Ilyen volt a MorphOS és az AROS, valamint a BeOS és a Dragonfly BSD. Az IBM a saját OS/2 operációs rendszeréhez licenszelte a felhasználói felületet.
Amiga Unix néven készült 1990-ben egy másik operációs rendszer is, kimondottan az Amiga 2500 és az Amiga 3000 számára (utóbbiból készült eleve ezzel szállított Amiga 3000UX változat). Számos szokatlan funkciója mellett az egyik a hardveresen gyorsított ablakrendszer volt.
Manapság létezik Linux, NetBSD és OpenBSD is, amely feltelepíthető a megfelelő Amiga-gépekre.

## A számítógépcsalád
Commodore Amiga számítógépek és konzol (Amiga CD32):
| Kiadás      | Modell      | Lapkakészlet                          | Fájlrendszer |
| ----------- | ----------- | ------------------------------------- | ------------ |
| 1985.07     | Amiga 1000  | Original ChipSet (OCS)                | OFS          |
| 1987.03     | Amiga 2000  | Original ChipSet (OCS)*               | OFS/FFS      |
| 1987.04     | Amiga 500   | Original ChipSet (OCS)                | OFS/FFS      |
| 1989.03**   | Amiga 2500  | Original ChipSet (OCS)*               | FFS          |
| 1990.04     | Amiga 3000  | Enhanced ChipSet (ECS)                | FFS          |
| 1990.11?    | Amiga 1500  | OCS + 1MB-os Agnus chip***            | FFS          |
| 1991.03**** | Amiga CDTV  | OCS + 1MB-os Agnus chip***            | FFS          |
| 1991.10     | Amiga 3000T | Enhanced ChipSet (ECS)                | FFS          |
| 1991.12     | Amiga 500+  | Enhanced ChipSet (ECS)                | FFS          |
| 1992.03     | Amiga 600   | Enhanced ChipSet (ECS)                | FFS          |
| 1992.09     | Amiga 4000  | Advanced Graphical Architecture (AGA) | FFS          |
| 1992.09     | Amiga 1200  | Advanced Graphical Architecture (AGA) | FFS          |
| 1993.07     | Amiga CD32  | Advanced Graphical Architecture (AGA) | FFS          |
| 1994        | Amiga 4000T | Advanced Graphical Architecture (AGA) | FFS          |

*A későbbi Amiga 2000 és 2500 (alaplap revízió 6.0-tól) 1MB-os Agnus chip-et használtak.

Az Amiga 2000 alaplap revíziók 6.3-tól 6.5-ig már ECS chipset-et használtak.

**Más források szerint 1988.11.

***Egyes források szerint az Amiga 1500-ból és Amiga CDTV-ből létezik teljes ECS verzió is.

****Más források szerint 1991.01, megint mások szerint 1990.06.
Megjegyzés
- Az OCS + 1MB-os Agnus chipset-et szokták OCS és ECS vegyes vagy ECS Agnus chipset-nek is nevezni.

## Fordítás
- Ez a szócikk részben vagy egészben  az   Amiga című angol Wikipédia-szócikk ezen változatának fordításán alapul.  Az eredeti cikk szerkesztőit annak laptörténete sorolja fel. Ez a jelzés csupán a megfogalmazás eredetét és a szerzői jogokat jelzi, nem szolgál a cikkben szereplő információk forrásmegjelöléseként.

### Amiga
- AmigaSpirit.hu: Magyar amigás közösségi oldal
- www.amiga.hu
- A Commodore története
- OBLIGEMENT: les chipsets de l'Amiga
- AMIGA Auckland Inc.
- Amiga Future (Big Book of Amiga Hardware)
- Amiga History Guide
- Amiga Hardware Database
- Amiga University
- Workbench Nostalgia
- Chronology of Amiga Computers
- Bo Zimmerman Commodore gyűjteménye
- Low End Mac: The Amiga Story
- Ruud's Commodore Site
- Amiga szoftverek az aminet-en
- www.amiga.org
- amiga.com
- amigaworld.net
- lemonamiga.com
- A wiki.pegasos.hu egy Pegasos és Amiga témakörű wiki

### Jay Glenn Miner
- Jay Miner életrajz a Machines.hu-n
- Jay G. Miner – Visionary
- About Jay Miner
- Über Jay Miner: